# Herkules II. d'Este
Herkules II. d'Este (5. dubna 1508, Ferrara – 3. října 1559, Ferrara) byl v letech 1534 až 1559 vévodou z Ferrary, Modeny a Reggia. Byl  nejstarším synem Alfonsa I. d'Este a Lucrezie Borgie.

## Život
Herkules se narodil jako syn vévody Alfonsa I. d'Este a jeho druhé manželky Lucrezie Borgiové. Přes matku byl vnukem papeže Alexandra VI., synovcem Cesara Borgii a bratrancem svatého Františka Borgii. Přes otce byl synovcem Isabely d'Este, "první dámy renesance", a kardinála Hipolyta Estenského. Mezi jeho sourozenci byli milánský arcibiskup a pozdější kardinál Ippolito II., jeptiška Eleonora a František, markýz z Massalombardy. Jeho polorodým bratrem byl Rodrigo Borgia Aragonský, Lucreziin syn s Alfonsem Aragonským, vévodou z Bisceglie, a pravděpodobně Giovanni Borgia, zvaný "infans Romanus".
Herkules sehrál nepřímou roli v Sacco di Roma v roce 1527. Armáda císaře Karla V. překročila v roce 1526 Alpy, vojáci však nebyli schopni převést své těžké dělostřelectvo. Snažili se uzavřít dohodu s Herkulem, který následně poskytl armádě potřebné dělostřelectvo, aby armáda později postoupila a vyplenila město Řím.
V dubnu 1528 se dvacetiletý Herkules oženil s o dva roky mladší princeznou Renatou, druhou dcerou francouzského krále Ludvíka XII. a Anny Bretaňské. Renata obdržela od svého švagra, krále Františka I. Francouzského, bohaté věno a roční rentu. Dvůr, kterým se ve Ferraře obklopila, odpovídal tradici, kterou implicitně vyžadovala kultivace vědy a umění, zahrnoval osobnosti, jakými byli Bernardo Tasso či Fulvio Pellegrini Morato. Renata také pečlivě řídila vzdělání svých pěti dětí:
- Anna d'Este (1531–1607) ⚭ 1548 František de Guise (1519–1563); ⚭ 1566 Jakub z Nemours (1531–1585)
- Alfons II. d'Este (1533–1597) ⚭ 1558 Lukrécia Medicejská (1545–1561); ⚭ 1565 rakouská arcivévodkyně Barbora Habsburská (1539–1572); ⚭ 1579 Markéta Gonzagová (1564–1618)
- Lucrezia d'Este (1535–1598) ⚭ 1570 vévoda Francesco Maria II della Rovere (1549–1631)
- Eleonora d'Este (1537–1581)
- Luigi d'Este (1538–1586); arbiskup z Auch

Jakmile se v říjnu 1534 stal vévodou, obrátil se Herkules proti Francouzům u svého dvora, neboť je shledal příliš nákladnými i příliš vlivnými. Do roku 1543 proto byli všichni propuštěni. Byl také pod tlakem kurie, aby propustil osoby podezřelé z hereze (někdy v roce 1536 byl ve Ferraře dokonce sám Jan Kalvín). Vévodkyně Renata si mezitím dopisovala s řadou protestantů, a to navzdory přítomnosti zvláštního inkvizičního soudu ve Ferraře, a vzniklo podezření, že konvertovala. Herkules v roce 1554 vznesl k francouzskému králi Jindřichu II. a k inkvizitorovi Orizovi obvinění z hereze proti své manželce, která se následně přiznala.
Herkules se v roce 1556 postavil na stranu papeže Pavla IV. a Francie proti Španělsku, ale v roce 1558 uzavřel samostatnou mírovou dohodu. Byl také mecenášem umění spolu se svým bratrem, kardinálem Ippolitem, který nechal postavit vilu d’Este poblíž Tivoli.

## Vývod z předků
|                                     |                                         |  |                                 |                       |  |  |  |  |  |  |  | Alberto d'Este |
|                                     |                                         |  |                                 |                       |  |  |  |  |  |  |  |                |
|                                     | Niccolò III. d'Este                     |  |                                 |                       |  |  |  |  |  |  |  |                |
|                                     |                                         |  |                                 |                       |  |  |  |  |  |  |  |                |
|                                     |                                         |  |                                 | Isotta Albaresani     |  |  |  |  |  |  |  |                |
|                                     |                                         |  |                                 |                       |  |  |  |  |  |  |  |                |
|                                     | Ercole I. d'Este, vévoda z Ferrary      |  |                                 |                       |  |  |  |  |  |  |  |                |
|                                     |                                         |  |                                 |                       |  |  |  |  |  |  |  |                |
|                                     |                                         |  |                                 | Tomáš III. ze Saluzza |  |  |  |  |  |  |  |                |
|                                     |                                         |  |                                 |                       |  |  |  |  |  |  |  |                |
|                                     | Ricciarda da Saluzzo                    |  |                                 |                       |  |  |  |  |  |  |  |                |
|                                     |                                         |  |                                 |                       |  |  |  |  |  |  |  |                |
|                                     |                                         |  |                                 | Q28374057             |  |  |  |  |  |  |  |                |
|                                     |                                         |  |                                 |                       |  |  |  |  |  |  |  |                |
|                                     | Alfonso I. d'Este                       |  |                                 |                       |  |  |  |  |  |  |  |                |
|                                     |                                         |  |                                 |                       |  |  |  |  |  |  |  |                |
|                                     |                                         |  |                                 | Alfons V. Aragonský   |  |  |  |  |  |  |  |                |
|                                     |                                         |  |                                 |                       |  |  |  |  |  |  |  |                |
|                                     | Ferdinand I. Neapolský                  |  |                                 |                       |  |  |  |  |  |  |  |                |
|                                     |                                         |  |                                 |                       |  |  |  |  |  |  |  |                |
|                                     |                                         |  |                                 | Giraldona Carlino     |  |  |  |  |  |  |  |                |
|                                     |                                         |  |                                 |                       |  |  |  |  |  |  |  |                |
|                                     | Eleonora Neapolská, vévodkyně z Ferrary |  |                                 |                       |  |  |  |  |  |  |  |                |
|                                     |                                         |  |                                 |                       |  |  |  |  |  |  |  |                |
|                                     |                                         |  |                                 | Tristan de Clermont   |  |  |  |  |  |  |  |                |
|                                     |                                         |  |                                 |                       |  |  |  |  |  |  |  |                |
|                                     | Isabella Tarantská                      |  |                                 |                       |  |  |  |  |  |  |  |                |
|                                     |                                         |  |                                 |                       |  |  |  |  |  |  |  |                |
|                                     |                                         |  |                                 | Kateřina Tarantská    |  |  |  |  |  |  |  |                |
|                                     |                                         |  |                                 |                       |  |  |  |  |  |  |  |                |
| Ercole II. d'Este, vévoda z Ferrary |                                         |  |                                 |                       |  |  |  |  |  |  |  |                |
|                                     |                                         |  |                                 |                       |  |  |  |  |  |  |  |                |
|                                     |                                         |  | Rodrigo Gil de Borja y Fennolet |                       |  |  |  |  |  |  |  |                |
|                                     |                                         |  |                                 |                       |  |  |  |  |  |  |  |                |
|                                     | Jofré Llançol i Escrivà                 |  |                                 |                       |  |  |  |  |  |  |  |                |
|                                     |                                         |  |                                 |                       |  |  |  |  |  |  |  |                |
|                                     |                                         |  |                                 | Sibila de Orms        |  |  |  |  |  |  |  |                |
|                                     |                                         |  |                                 |                       |  |  |  |  |  |  |  |                |
|                                     | Alexandr VI.                            |  |                                 |                       |  |  |  |  |  |  |  |                |
|                                     |                                         |  |                                 |                       |  |  |  |  |  |  |  |                |
|                                     |                                         |  |                                 | Domingo de Borja      |  |  |  |  |  |  |  |                |
|                                     |                                         |  |                                 |                       |  |  |  |  |  |  |  |                |
|                                     | Isabel de Borja y Cavanilles            |  |                                 |                       |  |  |  |  |  |  |  |                |
|                                     |                                         |  |                                 |                       |  |  |  |  |  |  |  |                |
|                                     |                                         |  |                                 | Francisca             |  |  |  |  |  |  |  |                |
|                                     |                                         |  |                                 |                       |  |  |  |  |  |  |  |                |
|                                     | Lucrezia Borgia                         |  |                                 |                       |  |  |  |  |  |  |  |                |
|                                     |                                         |  |                                 |                       |  |  |  |  |  |  |  |                |
|                                     |                                         |  |                                 |                       |  |  |  |  |  |  |  |                |
|                                     |                                         |  |                                 |                       |  |  |  |  |  |  |  |                |
|                                     | Jacopo Pinctoris                        |  |                                 |                       |  |  |  |  |  |  |  |                |
|                                     |                                         |  |                                 |                       |  |  |  |  |  |  |  |                |
|                                     |                                         |  |                                 |                       |  |  |  |  |  |  |  |                |
|                                     |                                         |  |                                 |                       |  |  |  |  |  |  |  |                |
|                                     | Vannozza dei Cattanei                   |  |                                 |                       |  |  |  |  |  |  |  |                |
|                                     |                                         |  |                                 |                       |  |  |  |  |  |  |  |                |
|                                     |                                         |  |                                 |                       |  |  |  |  |  |  |  |                |
|                                     |                                         |  |                                 |                       |  |  |  |  |  |  |  |                |
|                                     | Mencia                                  |  |                                 |                       |  |  |  |  |  |  |  |                |
|                                     |                                         |  |                                 |                       |  |  |  |  |  |  |  |                |
|                                     |                                         |  |                                 |                       |  |  |  |  |  |  |  |                |
|                                     |                                         |  |                                 |                       |  |  |  |  |  |  |  |                |